# Robert Hansen
Robert Christian Hansen (15 de febrero de 1939 - 21 de agosto de 2014) Conocido en los medios como "El panadero carnicero" (Butcher Baker en inglés), fue un asesino en serie estadounidense. Entre los años 1970 y 1983, Hansen secuestró, violó y asesinó entre 17 y, posiblemente, más de 30 mujeres, en los alrededores de Anchorage, Alaska, cazándolas en el bosque, especialmente con un rifle Ruger mini-14, pero también con otras armas. Fue arrestado y encarcelado en septiembre de 1983 y fue sentenciado a 461 años sin posibilidad de libertad condicional.

## Primeros años
Hansen nació en Estherville, Iowa en 1939. Fue el hijo de un inmigrante danés, a quien siguió los pasos como panadero. En su juventud, era sumamente delgado y terriblemente tímido, tartamudeaba y padecía un severo caso de acné, el cual le dejaría cicatrices permanentes (años después, el rememoraba su cara de aquel entonces como: “una gran espinilla”). Rechazado por las chicas atractivas de su escuela, creció odiándolas y alimentando fantasías de cruel venganza. A través de su infancia y adolescencia, Hansen se describía como una persona callada y solitaria que tenía una relación disfuncional con su padre dominante. Era frecuentemente acosado en su escuela debido a sus problemas de acné y por su tartamudez. En aquel tiempo empezó a cazar y frecuentemente encontraba un refugio en ese pasatiempo.
En 1957, Hansen se alistó en la reserva del ejército de los Estados Unidos y sirvió ahí por un año antes de ser dado de baja; después trabajó como asistente de instructor en la academia de policía de Pocahontas, Iowa; posteriormente, empezó una relación con una joven con la cual contrajo matrimonio en el verano de 1960.
El 7 de diciembre de 1960, Hansen fue arrestado por incendiar el garaje de los autobuses escolares, perteneciente a la comisión de educación del condado de Pocahontas, por lo cual tuvo que cumplir 20 meses de una sentencia de tres años en la penitenciaría estatal de Anamosa. Su esposa tramitó el divorcio mientras él estaba encarcelado. En años subsecuentes fue encarcelado en varias ocasiones por hurto menor. En 1967, se mudó a Anchorage, Alaska, con su segunda esposa, con la cual había contraído matrimonio en 1963 y con la que había tenido dos hijos. En Anchorage fue estimado por sus vecinos e impuso varias marcas locales de cacería.

## Investigación
El 13 de junio de 1983, Cindy Paulson de 17 años de edad escapó de Hansen mientras este intentaba meterla en la cabina de su avioneta Piper Super Cub. Ella declaró a la policía que Hansen le ofreció 200 dólares para que le practicara una felación pero cuando abordó su auto, él la esposó, la amenazó con una pistola y condujo el auto hasta su casa, allí la mantuvo secuestrada, la torturó, la violó y la agredió sexualmente. También mencionó que Hansen la encadenó por el cuello a una columna del sótano de su casa, para luego tomar una siesta en un sofá cerca de ella.
Cuando despertó, la metió en su coche y la llevó al aeropuerto Merrill Field donde le dijo que su intención era llevarla a su cabaña (una choza cercana al río Knik en el área del valle de Matanuska, accesible solo en bote o en avioneta de vuelo salvaje). Paulson se agazapó en el asiento trasero del auto con sus muñecas esposadas al frente, y esperó hasta que Hansen estuvo ocupado cargando la cabina del aeroplano para salir corriendo. Mientras Hansen estaba de espaldas Paulson se arrastró hacia los asientos de enfrente abriendo la puerta del lado del conductor y emprendió la fuga llegando hasta las inmediaciones de la sexta avenida.
Después contó a la policía que había dejado un zapato azul en el suelo del asiento trasero del sedán, como evidencia de que ella había estado en el auto. Hansen, asustado, corrió tras ella pero Paulson consiguió llegar primero a la sexta avenida, donde logró detener un camión que pasaba por ahí. El conductor, Robert Yount, alertado por su apariencia desgreñada, se detuvo y la recogió. La llevó hasta el motel Mush Inn, donde ella saltó del camión y corrió hacia el interior del edificio Mientras ella le pedía al empleado de mostrador que le telefoneara a su novio hospedado en el motel Big Timber, el chofer del camión continuó hacia su trabajo donde llamó a la policía para reportar a una mujer descalza y esposada.
Cuando agentes de la policía de Anchorage llegaron al motel Mush Inn, los dependientes informaron que la joven mujer había tomado un taxi con destino al motel Big Timber. Los oficiales arribaron al cuarto 110 del motel Big Timber y encontraron a Cindy Paulson, todavía esposada y sola. Ella fue trasladada a la comandancia del departamento de policía de Anchorage, donde ella proporcionó la descripción del agresor. Cuando Hansen fue interrogado por los oficiales, negó las acusaciones, alegando que Paulson solo estaba tratando de causarle problemas porque se negó a pagarle lo que ella le pedía, a base de extorsionarlo. Aunque Hansen había tenido varios problemas con la ley, su conducta apacible y su imagen de humilde panadero combinadas con una sólida coartada proporcionada por su amigo John Henning lo mantuvieron al margen de ser considerado como un serio sospechoso y el caso se enfrió.
El detective Glenn Flothe de la policía estatal de Alaska era parte de un equipo que estaba investigando el hallazgo de varios cadáveres en y alrededor de Anchorage, Seward y el valle de Matanuska-Susitna. Los primeros cuerpos fueron encontrados por trabajadores de la construcción cerca de la carretera a Eklutna. El primer cuerpo, fue apodado “Eklutna Annie” por los investigadores y nunca ha sido identificado. Más tarde ese mismo año, el cuerpo de Joanna Messina fue descubierto en un pozo de grava cerca de Seward y en 1982, los restos de Sherry Morrow de 23 años de edad fueron descubiertos en una tumba poco profunda cerca del río Knik. Flothe tenía en aquel tiempo tres cuerpos que parecían haber sido víctimas de un solo asesino.
Contactó al agente especial del FBI, Roy Hazelwood a quien solicitó ayuda para que este elaborara un perfil criminal, basado en los tres cuerpos recobrados. Hazelwood perfiló al asesino como un experimentado cazador con baja autoestima, con un historial de rechazo por parte de las mujeres el cual se sentiría una fuerte necesidad a conservar objetos de sus víctimas a manera de souvenir, como por ejemplo piezas de joyería. También sugirió que el agresor podría ser tartamudo. Usando este perfil, Flothe investigó posibles sospechosos hasta encontrar a Hansen, quien encajaba con el perfil y tenía una avioneta.
Apoyado por el testimonio de Paulson y el perfil de Hazelwood, Flothe y el departamento de policía de Anchorage obtuvieron una orden judicial para registrar la avioneta, el automóvil y la casa de Hansen. El 27 de octubre de 1983, los investigadores descubrieron joyería perteneciente a una de las mujeres desaparecidas así como también una colección de armas escondidas en una esquina del ático de Hansen. Pero el hallazgo más importante lo constituyó un mapa de navegación aérea marcado con pequeñas “X”, escondido detrás de la cabecera de la cama de Hansen.
Cuando fue confrontado con la evidencia encontrada en su casa, Hansen la negó por tanto tiempo como pudo pero eventualmente comenzó a culpar a las mujeres intentando justificarse. Finalmente terminó confesando y admitiendo con cada artículo de la evidencia una ola de crímenes contra mujeres en Alaska que empezó en 1971. Las primeras víctimas de Hansen fueron jóvenes de entre 16 y 19 años y no las posteriores prostitutas y estrippers que permitieron descubrirlo.

## Víctimas reconocidas
De Robert C. Hansen se sabe que asaltó y violó a más de 30 mujeres en Alaska. También que fue el responsable del asesinato de al menos 17 de ellas, cuyas edades van de los 16 a los 41 años de edad, y ellas fueron:
- Lisa Futrell, 41 (reconocida, cuerpo encontrado con la ayuda de Hansen)
- Malai Larsen, 28 (reconocida, cuerpo encontrado con la ayuda de Hansen)
- Sue Luna, 23 (reconocida, cuerpo encontrado con la ayuda de Hansen)
- Tami Pederson, 20 (reconocida, cuerpo encontrado con la ayuda de Hansen)
- Angela Feddern, 24 (reconocida, cuerpo encontrado con la ayuda de Hansen)
- Teresa Watson (reconocida, cuerpo encontrado con la ayuda de Hansen)
- DeLynn "Sugar" Frey (reconocida, cuerpo descubierto el 20 de agosto de 1985 por un piloto que probaba sus llantas nuevas en un banco de arena del río Knik)
- Paula Goulding, 30 (reconocida, cuerpo encontrado)
- Andrea "Fish" Altiery (admitido, cuerpo no encontrado)
- Sherry Morrow, 23 (admitido, cuerpo encontrado)
- "Eklutna Annie" (admitido, cuerpo encontrado, su verdadera identidad jamás ha sido descubierta)
- Joanna Messina (admitido, cuerpo encontrado)
- Robin Pelkey[7] (reconocida, identificada en 2021 y anteriormente conocida como "Horseshoe Harriet", por el lago Horseshoe junto al que fueron encontrados sus restos óseos en 1984)
- Roxane Easland, 24 (reconocida, cuerpo no encontrado)
- Ceilia "Beth" Van Zanten, 17 (negada, pero se sospecha por la “X” encontrada en el mapa, cuerpo encontrado)
- Megan Emerick, 17 (negada, pero se sospecha por la “X” encontrada en el mapa, cuerpo no encontrado)
- Mary Thill, 23 (negada, pero se sospecha por la “X” encontrada en el mapa, cuerpo no encontrado)

De estas 17 mujeres, Hansen fue sentenciado únicamente por el asesinato de cuatro de ellas: Sherry Morrow, Joanna Messina, Eklutna Annie y Paula Goulding además del secuestro y violación de Cindy Paulson.

## Encarcelamiento

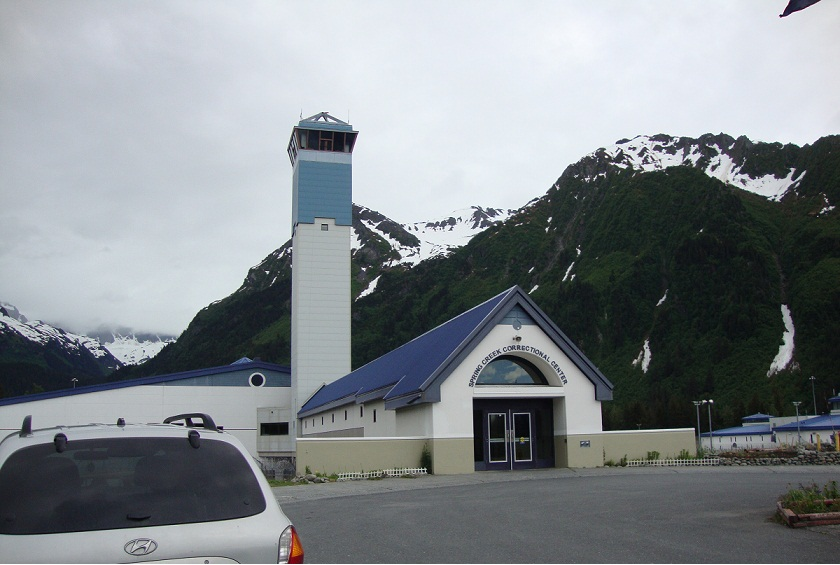
Centro correccional Spring Creek, donde Hansen fue prisionero por muchos años

Una vez arrestado, Hansen fue acusado por asalto, secuestro, varias faltas relacionadas con armas de fuego, robo y fraude. El último de los cargos se relacionaba con un reclamo hecho ante la aseguradora por el robo de unos trofeos y cuyo pago empleó para comprar la avioneta, Hansen declaró que después había encontrado sus trofeos en algún lugar de su patio trasero pero que había olvidado informar a la compañía de seguros.
Solo después de un estudio de balística forense que arrojó concordancia entre las balas de las escenas de los crímenes y las del rifle de Hansen, este tuvo que acceder a un trato en el que aceptó a declararse culpable de cuatro homicidios de los cuales la policía ya poseía evidencia y proveer de información sobre sus otras víctimas a cambio de purgar su sentencia en una prisión federal sin publicidad de la prensa. Otra condición impuesta en el trato era que ayudaría a descifrar las marcas en su mapa de aviación y a localizar los cuerpos de sus víctimas. El confirmó la teoría de la policía sobre cómo las mujeres habían sido secuestradas, además de revelar que algunas veces dejaba ir a sus potenciales víctimas si le convencían de que no le iban a denunciar. Hansen indicó que empezó a asesinar al inicio de los años setenta.
Hansen mostró a los investigadores 17 sepulturas, en el centro-sur de Alaska y sus alrededores, doce de ellas que eran desconocidas por los investigadores. Hubo marcas en el mapa de las cuales él rehusó aceptar o dar información, incluyendo tres ubicadas en Bahía Resurrección, cerca de Seward; las autoridades sospechan que dos de estas marcas corresponden a las tumbas de Mary Thill y Megan Emrick a quienes Hansen negó haber asesinado. Las restantes doce víctimas, de probablemente 21 más, fueron exhumadas por la policía y regresadas a sus familias. Hansen fue sentenciado a 461 años en prisión, sin posibilidad de libertad condicional. Fue primeramente encarcelado en la penitenciaría Lewisburg de los Estados Unidos ubicada en Lewisburg, Pensilvania.
En 1988 regresó a Alaska para ser encarcelado por poco tiempo en el Centro correccional de Lemon Creek, cerca de Juneau, Alaska. También fue recluido en el centro correccional de Spring Creek en Seward, Alaska hasta mayo de 2014, cuando fue transportado al Complejo correccional de Anchorage por motivos de salud.

## Muerte
Hansen falleció a la edad de 75 años en el hospital regional de Alaska en Anchorage el 21 de agosto de 2014 debido a una enfermedad persistente pero no revelada.

## En la cultura popular

### Películas
- John Cusack interpretó a Hansen en el filme The Frozen Ground, antagonista de Nicolas Cage, como el sargento Jack Halcombe, personaje basado en Glenn Flothe, y de Vanessa Hudgens como la víctima Cindy Paulson.[8][3]

### Televisión
Documentales
- Los archivos del F. B. I. episodio: “El juego del cazador” (1999) retrata el frenético periodo de los asesinatos de Hansen.
- Historias de crimen presentó en 2007 un episodio completo sobre el caso.
- Alaska: asesinos a sangre fría episodio: “Cazando humanos” (25 de enero de 2012) en el canal Investigation Discovery.[9]
- Ciudad oculta temporada 1, capítulo 12 “El peligroso juego de Robert Hansen, la leyenda de Blackjack Sturgis, Esquimal Hu”; presentada al aire el 21 de febrero de 2012, por el Travel Channel, cubrió el caso de Hansen.[10]

Series de televisión
- "Mind Hunters" y "The Woods", dos episodios de la serie de televisión Cold Case de la cadena CBS, fueron inspirados por los crímenes de Hansen.
- En Mentes criminales en la quinta temporada, episodio 21: “Herida abierta”, exhibido el 12 de mayo de 2010, se alude a Hansen.
- Los crímenes de Hansen también inspiraron el episodio 15 de la decimotercera temporada de La ley y el orden: Unidad de víctimas especiales, emitido el 22 de febrero de 2012, que muestra a un asesino serial que caza mujeres como juego preliminar a sus asesinatos.